# 源新英明
源新英明（げんしん ひであき、1965年 - ）は日本の大蔵・財務官僚。

## 来歴
岩手県生まれ。岩手県立盛岡第一高等学校、上智大学法学部卒業。1988年 大蔵省入省（主計局総務課）。1992年 ケンブリッジ大学大学院修了（経済学修士）。1994年7月10日 小樽税務署長。2015年7月 財務省関税局総務課長。2016年6月17日 大臣官房会計課長。2017年7月7日 大臣官房付兼内閣官房内閣審議官（内閣官房副長官補）兼内閣官房東京オリンピック競技大会・東京パラリンピック競技大会推進本部事務局企画・推進統括官。2019年7月 大臣官房付兼内閣官房内閣審議官（内閣官房副長官補付）兼内閣官房郵政民営化推進室副室長兼内閣官房郵政民営化委員会事務局次長。2020年7月 大臣官房審議官（関税局担当）。2021年7月8日 名古屋税関長。2022年6月28日 第90代横浜税関長。2023年7月4日 東京税関長。2024年7月5日、財務省大臣官房付・辞職

## 略歴
- 1988年4月：大蔵省入省。
- 1990年：留学（ケンブリッジ大学）。
- 1993年7月：国際金融局調査課企画係長。
- 1994年7月10日：小樽税務署長。
- 1995年：横浜市財政局。
- 1999年7月：国税庁長官官房法人税課長補佐。
- 2001年1月6日：財務省理財局計画官補佐（経済産業係担当）[2]。
- 2002年5月：外務省在ジュネーブ国際機関日本政府代表部一等書記官[2]。
- 2005年1月：外務省在ジュネーブ国際機関日本政府代表部参事官[2]。
- 2005年7月：株式会社産業再生機構企画調整室上席審議役[2]。
- 2007年4月：大臣官房信用機構課機構業務室長[2]。
- 2008年7月：理財局総務課調査室長[2]。
- 2009年7月14日：理財局財政投融資総括課財政投融資企画官 兼 理財局総務課[2]。
- 2010年7月：内閣府地域主権戦略室参事官[2]。
- 2011年7月：国税庁課税部酒税課長。
- 2013年6月28日：関税局参事官（関税課：国際交渉担当） 兼 内閣官房内閣参事官（内閣官房副長官補付）兼 内閣官房TPP政府対策本部員[6]。
- 2015年7月：関税局総務課長兼大臣官房参事官（関税局関税課担当）。
- 2015年8月：通関士試験試験委員。
- 2016年6月17日：大臣官房会計課長。
- 2017年7月7日：大臣官房付 兼 内閣官房内閣審議官（内閣官房副長官補） 兼 内閣官房東京オリンピック競技大会・東京パラリンピック競技大会推進本部事務局企画・推進統括官。
- 2019年7月：大臣官房付 兼 内閣官房内閣審議官（内閣官房副長官補付） 兼 内閣官房郵政民営化推進室副室長 兼 内閣官房郵政民営化委員会事務局次長。
- 2020年7月：大臣官房審議官（関税局担当） 兼 内閣官房内閣審議官（内閣官房副長官補付） 兼 内閣官房TPP等政府対策本部員。
- 2020年10月：関税協力理事会日本政府代表代理。
- 2021年7月8日：名古屋税関長。
- 2022年6月28日：第90代横浜税関長。
- 2023年7月4日 : 東京税関長
- 2025年7月5日：財務省大臣官房付・辞職[5]